# Raydeneide
Raydeneide è il quarto album in studio del rapper italiano Rayden, pubblicato il 28 gennaio 2014 dalla Tempi Duri e distribuito dalla Universal Music Group.

## Descrizione
Raydeneide ha debuttato alla posizione numero 20 della classifica italiana ed è stato anticipato dal videoclip del brano Finché nulla cambierà, pubblicato il 9 gennaio 2014. Il 28 gennaio 2014 è uscito il video del brano Steve Jobs, mentre il 3 marzo 2014 è stato pubblicato il video della traccia Via con te.

## Tracce
1. Finché nulla cambierà – 3:58
2. Come la terra – 4:14
3. All'altezza (feat. NeroArgento) – 3:06
4. Steve Jobs (feat. Pakos) – 2:51
5. Non basterebbe – 4:17
6. Tempi duri per tutti (feat. Fabri Fibra) – 4:10
7. Ad un passo – 3:33
8. Via con te (feat. Entics) – 3:31
9. Campione (feat. Denny LaHome) – 3:15
10. Coi tuoi soldi e la mia testa (feat. Fred De Palma) – 3:31
11. Solo nell'umanità (feat. Ensi e Raige) – 3:35
12. Raydeneide – 2:53

Traccia bonus nell'edizione di iTunes
1. Lie to Me – 3:30